# Montes Secchi
I Montes Secchi sono una struttura geologica della superficie della Luna.